# 内川昭彦

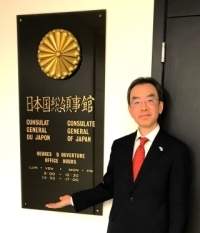
外務省より公表された公式肖像画像

内川 昭彦（うちかわ あきひこ、1966年〈昭和41年〉3月26日 - ）は、佐賀県出身の日本の外交官。
在イタリア大使館公使、在南アフリカ共和国大使館公使などを経て、2023年8月から在モントリオール総領事を務める。

## 略歴
- 1988年3月　早稲田大学政治経済学部政治学科卒業
- 1988年4月　外務省入省
- 2000年9月　在イタリア日本国大使館 一等書記官
- 2004年5月　北米局北米第一課企画官 兼 総合外交政策局軍備管理軍縮課通常兵器室長
- 2004年8月　総合外交政策局軍縮不拡散・科学部軍備管理軍縮課企画官 兼 総合外交政策局軍備不拡散･科学部軍備管理軍縮課通常兵器室長
- 2006年9月　総合外交政策局人権人道課国際組織犯罪室長
- 2008年7月　在イタリア日本国大使館 参事官
- 2011年1月　農林水産省農林水産技術会議事務局国際研究課長
- 2013年8月　外務省経済局経済安全保障課長
- 2014年7月　在タイ日本国大使館 公使
- 2017年7月　在イタリア日本国大使館 公使
- 2020年6月　在南アフリカ共和国日本国大使館 公使
- 2023年8月　在モントリオール日本国総領事館 総領事

## 同期
- 青木豊（23年アルメニア大使）
- 赤松武（22年国際民間航空機関代表部大使）
- 岩﨑一郎（09年一橋大学経済研究所教授）
- 一方井克哉（22年ニジェール兼轄、 21年コートジボワール大使（トーゴ兼轄））
- 宇山秀樹（22年デンマーク大使・20年欧州局長）
- 岡田健一（21年香港総領事）
- 小野啓一（24年インド兼ブータン大使、22年外務審議官（経済担当）・22年外務省経済局長・20年地球規模課題審議官）
- 小野日子（24年ハンガリー大使・22年外務報道官・21年外務省経済局長・内閣広報官）
- 海部篤（23年ウィーン代表部大使・21年軍縮不拡散・科学部長・20年儀典長）
- 小泉勉（24年ラオス大使、22年中華人民共和国大使館特命全権公使、20年外務省研修所長）
- 小林賢一（24年・特命全権大使（国際貿易・経済担当）・21年ラオス大使）
- 佐々山拓也（24年ウガンダ大使・20年トロント総領事）
- 鈴木光太郎（22年ボストン総領事・20年イラク大使）
- 髙杉優弘（21年コロンビア大使）
- 達増拓也（07年岩手県知事）
- 堤尚広（24年特命全権大使（人権担当兼国際平和貢献担当）・20年南スーダン大使）
- 林禎二（21年ブラジル大使・20年中南米局長）
- 平野隆一（21年在ロシア大使館 公使・20年内閣官房国際テロ情報集約室次長・16年ユジノサハリンスク総領事）
- 船越健裕（25年外務事務次官・23年外務審議官（政務担当）・20年アジア大洋州局長）
- 松本太（22年イラク大使・19年ニューヨーク領事）
- 柳淳（23年シカゴ総領事・21年内閣審議官兼内閣情報調査室次長兼国際テロ情報集約室次長、18年在オーストリア大使館 公使）